# Axess Logistics
Axess Logistics är ett företag som transporterar och utrustar bilar och levererar logistiklösning för personbilar och lätta lastbilar för den skandinaviska marknaden.
Företaget finns i de hamnar där de stora nordiska importvolymerna finns. På anläggningarna lagerhålls och förbereds både personbilar, skåpbilar och lätta lastbilar för den marknad som de ska in på och ser till att de uppfyller de krav som respektive marknad ställer på dem.

## Historia
Företagets historia går tillbaks till 1925 då företaget Skandiatransport grundades. Efter andra världskrigets slut, när bilproduktionen ökade, startade Skandiatransport en avdelning för järnvägstransporter av importbilar till Sverige. Genom åren har företaget växt både organiskt och genom fusioner. Dagens Axess Logistics består förutom av gamla Skandiatransport även företagen Autolink och Motortransport som tidigare varit konkurrenter i årtionden.